# Pteropus brunneus
Espèce
Statut de conservation UICN

EX : Éteint
Pteropus brunneus, la Roussette de l'île Percy, est une espèce de chauves-souris présumée éteinte.

## Systématique
L'espèce Pteropus brunneus a été décrite en 1878 par le zoologiste irlandais George Edward Dobson (1848-1895),.
Dans la classification du genre Pteropus faite par Knud Andersen en 1912sur les caractéristiques du crâne et la présence d'une crête distinctive sur les prémolaires, Pteropus brunneus est rangée dans le groupe Pteropus hypomelanus qui comporte les espèces suivantes : 
- Pteropus admiralitatum
- Pteropus dasymallus
- Pteropus faunulus
- Pteropus griseus
- Pteropus hypomelanus - qui a donné son nom au groupe
- Pteropus ornatus
- Pteropus speciosus
- Pteropus subniger

## Distribution et habitat
Cette espèce n'est connue que par son holotype capturé en 1874 sur l'île Percy, au large de la côte de Queensland et maintenant conservé au musée d'histoire naturelle de Londres sous le numéro de pièce BM (NH) 1874.3.16.2.
Des colons auraient observé cette roussette fin XIXe siècle.

## Description
Pteropus brunneus est une chauve-souris de taille moyenne, son avant-bras mesurait environ 116 mm.
La couleur de son dos et de sa tête était brun foncé. Ses épaules étaient probablement brunes rougeâtre. Son museau était long et mince. Ses yeux étaient grands. Ses oreilles avaient une taille proportionnée et émergeaient de sa fourrure. Son tibia était poilu. Cette roussette n'avait pas de queue et n'avait qu'une membrane mince le long de la partie interne des membres inférieurs. Les mâles avaient des touffes de cheveux longs autour des masses glandulaires situés des deux côtés du cou.

## Publication originale
- (en) George Edward Dobson, Catalogue of the Chiroptera in the collection of the British Museum, Londres, 1878, 567 p. (lire en ligne), p. 37-38.